# 朱利安·巴恩斯
朱利安·巴恩斯（英語：Julian Barnes，1946年1月19日—），英国後現代主義文學作家。

## 生平
1946年，朱利安·巴恩斯生于英格蘭中部的莱斯特，但出生六個星期後全家就搬到了倫敦郊區。
1968年自牛津大學莫德林學院畢業，曾參與《牛津辭典增補本》的編纂工作，著有長篇小說九部和偵探小說四部，曾四度獲得布克獎提名（1984、1998、2005、2011），並在2011年以《回憶的餘燼》獲得布克獎，朱利安·巴恩斯以1984年《福樓拜的鸚鵡》最為膾炙人口。
朱利安·巴恩斯是獲得梅迪西文學獎（《福樓拜的鸚鵡》）和婦女獎（《尚待商榷》）的惟一英國作家。

## 作品
- 倫敦郊區（Metroland） (1980)
- 在她遇見我以前（Before She Met Me） (1982)
- 福樓拜的鸚鵡（Flaubert's Parrot） (1984)
- 盯住太陽（Staring at the Sun） (1986)
- 十又二分之一歷史（A History of the World in 10½ Chapters） (1989)
- 尚待商榷（Talking it Over） (1991)
- 豪豬（The Porcupine） (1992)
- 來自倫敦的書信（Letters from London） (1995) — (journalism from The New Yorker)
  - Picador, London, ISBN 0-330-34116-2
- Cross Channel (1996) — (stories)
- 英格蘭，英格蘭（England, England） (1998)
- 愛及其他等等（Love, Etc.） (2000)
- Something to Declare (2002) — (essays)
- 廚房的夸言者（The Pedant in the Kitchen） (2003) — (journalism on cooking)
- 檸檬桌（The Lemon Table） (2004) — (stories)
- 阿瑟與喬治（Arthur & George） (2005)
- 回憶的餘燼（The Sense of an Ending） (2011)
- 時代的噪音（The Noise of Time） (2016)